# بنتلی ۴½ لیتر
بنتلی ۴۱⁄۲ لیتر (به انگلیسی: Bentley 4½ Litre) خودرویی است که در سال‌های ۱۹۲۶–۱۹۳۰ تولید شده‌است.
این خودرو در کلاس خودروهای اسپورت قرار گرفته است. 

## نگارخانه

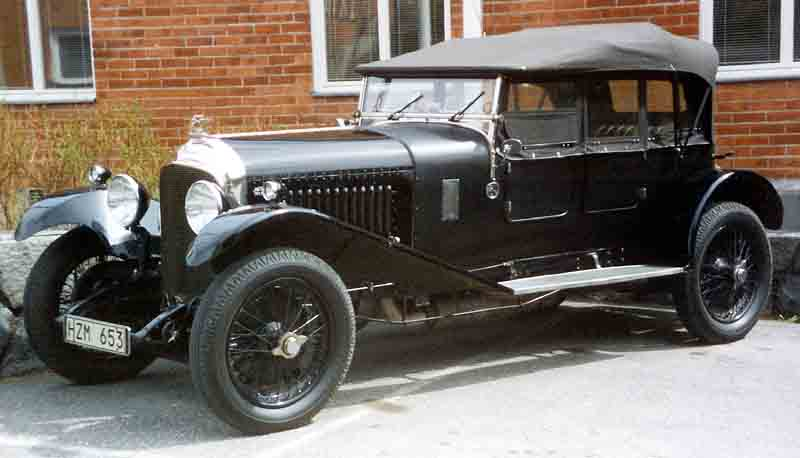
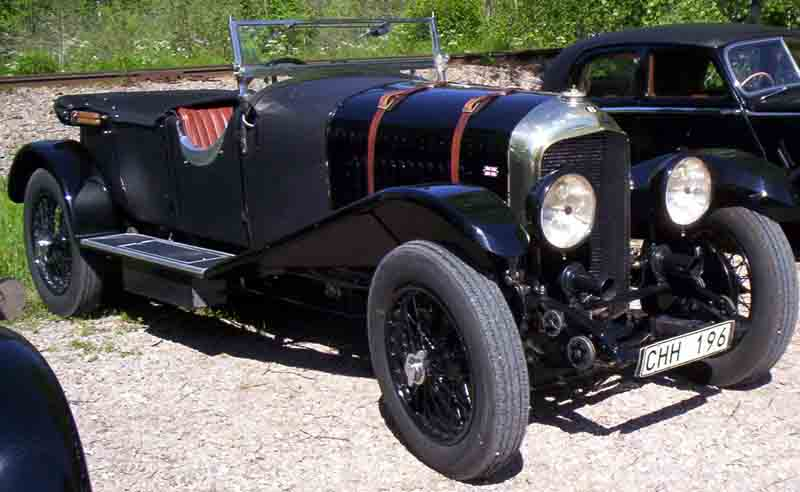
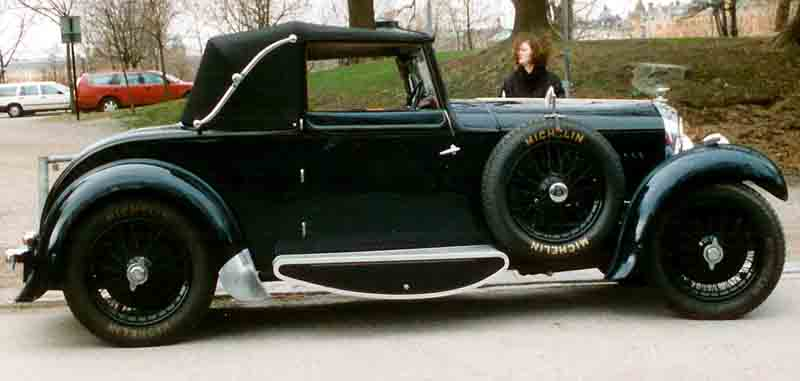
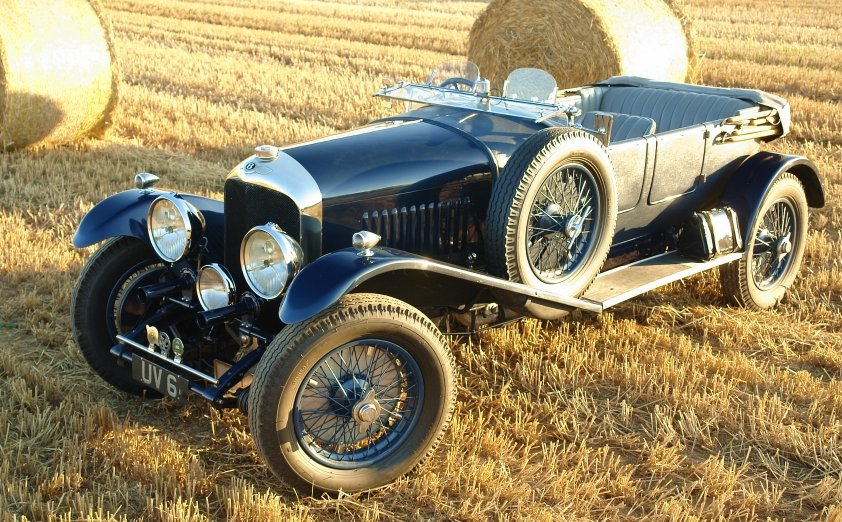